# رعي محافظ على البيئة

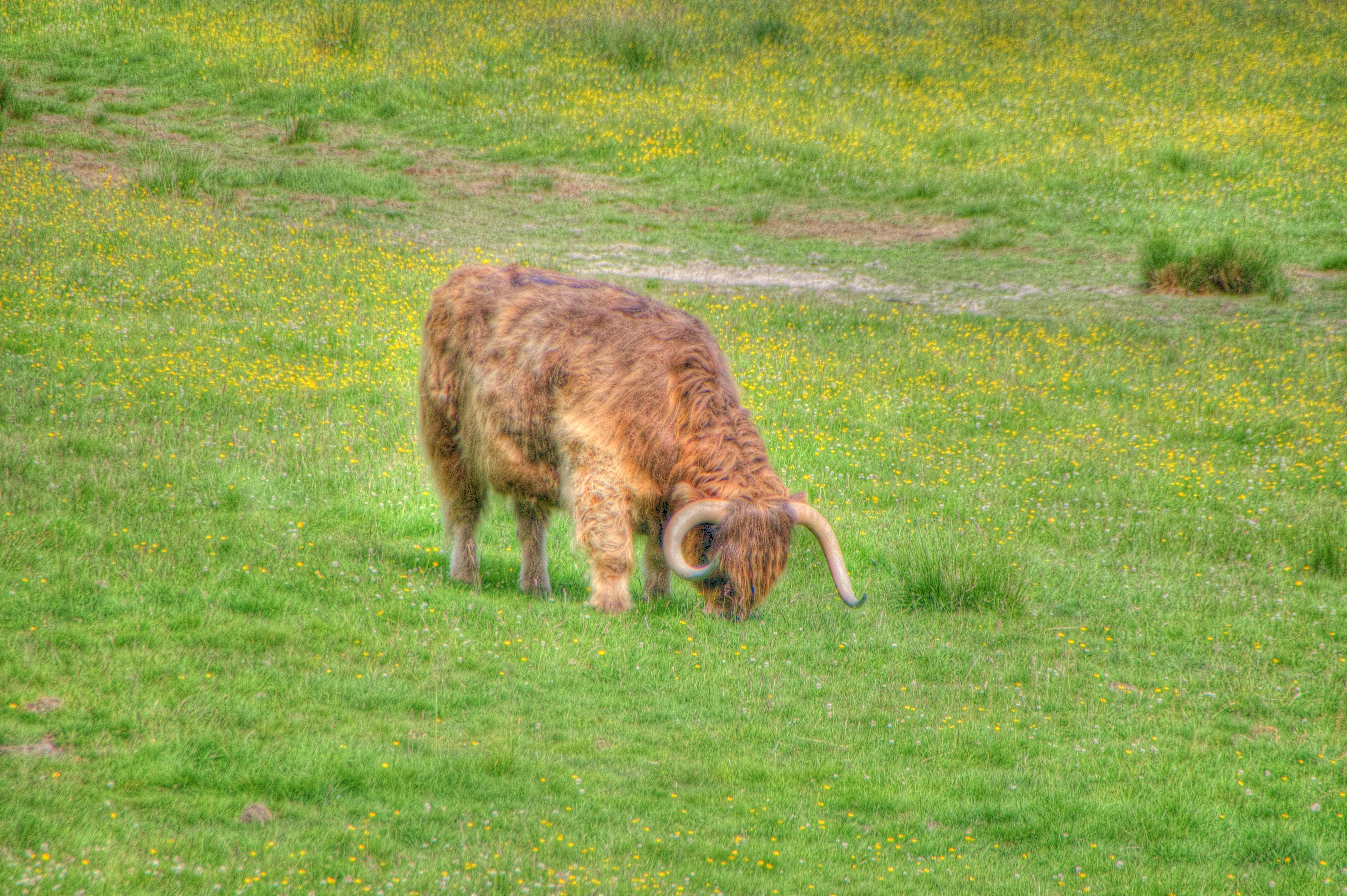

الرعي المحافظ على البيئة أو الرعي المستهدف، هو استخدام رعي الماشية شبه البري أو المُستأنس للحفاظ على التنوع الحيوي للمراعي الطبيعية أو شبه الطبيعية، والأراضي القاحلة، ومراعي الغابات المفتوحة، والمناطق الرطبة والعديد من الموائل الأخرى. يأتي الرعي المحافظ على البيئة بشكل عام بعد الممارسات الأخرى كالحرق المُدار، ولكن ما تزال إدارته ضروريةً لضمان عدم حدوث الرعي الجائر. وقد أثبتت هذه الممارسة أنها مفيدة في تحقيق الموازنة لاستعادة النظم البيئية للأراضي العشبية والأراضي القاحلة وصيانتها. يعتمد المستوى الأمثل للرعي على هدف الحفاظ على البيئة، ويمكن استخدام مستويات مختلفة من الرعي، إلى جانب ممارسات الحفاظ الأخرى، للحث على تحقيق النتائج المرجوة منه.

## نبذة تاريخية
كانت الماشية والحيوانات العاشبة جزءًا مهمًا من النظام البيئي في الأراضي العشبية السابقة. قد تُظهر الأراضي المرعية سابقًا انخفاضًا في كل من كثافة وتنوع النباتات عندما تُزال المواشي منها. قد يساعد تاريخ الأرض علماء البيئة والمحافظين على تحديد أفضل نهج لمشروع الحفاظ على البيئة.
بدأت التهديدات التاريخية للأراضي العشبية بتحويلها إلى حقول منتجة للمحاصيل، وقد تحول هذا الأمر إلى استخدام تقنيات إدارة الأراضي غير الملائمة، ومؤخراً إلى انتشار النباتات الخشبية بسبب نقص الإدارة وتغير المناخ.

## ممارسة الرعي المحافظ على البيئة
يحافظ الرعي على منطقة ما بصفتها موئلًا تهيمن عليه الأعشاب والشجيرات الصغيرة، ما يمنع إلى حد كبير التعاقب البيئي للغابات.
يحتاج الرعي المحافظ على البيئة إلى المراقبة عن كثب. قد يؤدي الرعي الجائر إلى تعرية التربة أو تدمير الموائل أو انضغاط التربة أو تقليل التنوع الحيوي (ثراء الأنواع). وجد كل من رامبو وفايث أن استخدام الفقاريات لرعي منطقة زاد من ثراء أنواع بعض النباتات، وذلك عن طريق تقليل وفرة الأنواع السائدة وزيادة ثراء الأنواع النادرة. قد يؤدي هذا إلى تشكيل غابات شجرية أكثر انفتاحًا وتأمين مساحة أكبر لظهور أنواع نباتية أخرى.

### آثاره على الأنواع النباتية المحلية وغير المحلية
الرعي المُحافظ على البيئة، هو أداة تستخدم للحفاظ على التنوع الحيوي. ومع ذلك، فإن أحد مخاطره هو إمكانية تعزيز الأنواع المجتاحة وكذلك التنوع الحيوي للأنواع المحلية. بينت دراسة أجراها إيوالد أوسكار لودويغ لويزير وآخرون أن مناطق الرعي عالي الكثافة وإزالة الماشية زادت الكتلة الحيوية للأنواع غير المحلية. بينت كلتا الطريقتين أن الموازنة بينهما هي أفضل طريقة. أظهرت الأنواع غير المحلية عدم تكيفها بشكل جيد مع الاضطرابات الحاصلة كالجفاف. يشير هذا إلى أن تنفيذ طرق الرعي الخاضعة للرقابة من شأنه أن يقلل من وفرة الأنواع غير المحلية في تلك الأراضي التي لم تُدَر بشكل صحيح.
يمكن أن تعتمد آثار الرعي أيضًا على الأنواع النباتية الفردية واستجابتها له. تستجيب النباتات التي تتكيف مع الرعي المكثف (كالرعي الذي تقوم به الماشية) بشكل أسرع وأكثر فعالية من الأنواع المحلية التي لم تضطر إلى التعامل مع ضغط الرعي المكثف في الماضي. أظهرت تجربة قام بها كل من كيمبال وشيفمان أن الرعي زاد من كثافة الغطاء النباتي لبعض الأنواع المحلية ولكنه لم يقلل من كثافته لبعض الأنواع غير المحلية. استطاع تنوع النباتات المحلية الاستجابة للرعي بل وزيادة تنوع أنواعه. سيصبح المجتمع أكثر كثافة مما كان عليه في الأصل مع زيادة التنوع الحيوي. (ومع ذلك، قد يكون هذا مجرد تباين في الأراضي بسبب حقيقة أن التركيبات المحلية وغير المحلية كانت من أنواع مختلفة بين قطع الأرض المرعية وغير المرعية).

### التأثيرات على الحيوانات

#### الحشرات والفراشات
تؤثر كثافة الرعي بشكل كبير على التنوع الحيوي (ثراء الأنواع) ووفرة الحشرات في المراعي. تميل إدارة الأراضي المرعية إلى تقليل تنوع الحشرات والفراشات مع زيادة أعدادها. يعزو كرويس وشارتكي هذا الاختلاف إلى زيادة طول الأعشاب في المناطق غير المرعية. وأظهرت الدراسة زيادة وفرة الحشرات (مثل الفراشات البالغة ونحل التعشيش والدبابير) وتنوعها مع زيادة طول العشب. واستجابت مع ذلك الحشرات الأخرى مثل الجنادب بشكل أفضل لتباين أنواع النباتات.

#### الفقاريات
يمكن أن يؤثر الرعي بشكل متنوع على الفقاريات. لاحظ كونيرت وآخرون أن أنواع الطيور المختلفة تتفاعل بطرق مختلفة مع تغير كثافات الرعي. يُعتقد أيضًا أن الرعي يقلل من أعداد الفقاريات، مثل كلب المروج وسلحفاة الصحراء. وجد كازمير وآخرون مع ذلك أن رعي الماشية المعتدل لم يكن له تأثيرًا على سلحفاة تكساس.
نوقشت الأرانب على نطاق واسع بسبب تأثيرها على تكوين الأراضي. وجد بيل وواتسون أن الأرانب تُفضل رعي أنواع نباتية مختلفة عن باقي الحيوانات العاشبة. يمكن أن يغير هذا التفضيل تكوين المجتمع النباتي. قد يفيد رعي الأرانب المجتمع في بعض الحالات في حال اعتماده على النباتات غير المحلية المُجتاحة، وذلك من خلال إنقاص أعداد الأنواع غير المحلية وخلق مساحة تستطيع أنواع النباتات المحلية أن تملأها. يمكن للأرانب أن تخلق نظامًا بيئيًا أكثر تعقيدًا عندما ترعى باعتدال، وذلك من خلال إنشاء بيئات أكثر تنوعًا تسمح بحدوث عدد أكبر من العلاقات بين الكائنات الحية المختلفة خاصةً علاقة المفترس والمنافس. تدمر الأرانب المحاصيل إلى جانب تأثيرها على النباتات البرية، وتتنافس مع الحيوانات العاشبة الأخرى، ويمكن أن تؤدي إلى حدوث أضرار بيئية شديدة. يمكن أن تكون المنافسة مباشرة أو غير مباشرة، إذ من الممكن أن تأكل الأرانب الطعام المُتنافس عليه على وجه التحديد أو قد تمنع نمو الأعشاب التي تأكلها الأنواع الأخرى. على سبيل المثال، يمنع رعي الأرانب في هولندا الأعشاب الطويلة من الهيمنة، وهذا بدوره يساهم في تشكيل مراعي الإوز الأسود. ومع ذلك، قد تفيد الحيوانات المفترسة التي تعمل بشكل أفضل في المناطق المفتوحة، لأن الأرانب تقلل من كمية النباتات، ما يسهل على تلك الحيوانات المفترسة اكتشاف فريستها.